# 二本松晴国
二本松 晴国／畠山 晴国（にほんまつ/はたけやま はるくに、生没年不詳）は、戦国時代の武将、二本松氏当主で、二本松氏第11代当主・二本松村国の嫡男であり、第12代当主・二本松家泰の父であるという。
二本松氏の諸系図上においては、晴国の名は第12代当主である家泰の別名として示されており、両者は同一人物であると思われるが、紫桃正隆は『戦国大名系譜人名事典 東国編』において、晴国を第11代当主とし（かわりに第8代満盛を除く）、第10代村国の子であり、第12代家泰・第13代義氏の父であるとして、晴国と家泰を別人としているが、二本松氏の諸系図上においては、家泰と義氏を兄弟としている『松府来歴金華鈔』・『積達館基考』においても、両者の父は村国ないし稙国（村国の別名）となっている。
『後鑑』所収の「御内書引付」によると、将軍・足利義晴が二本松稙国に対し偏諱を与えて「晴国」と称させたといい、稙国を（村国とは別人で）晴国の初名とする見方もある。